# Hooglanderveen

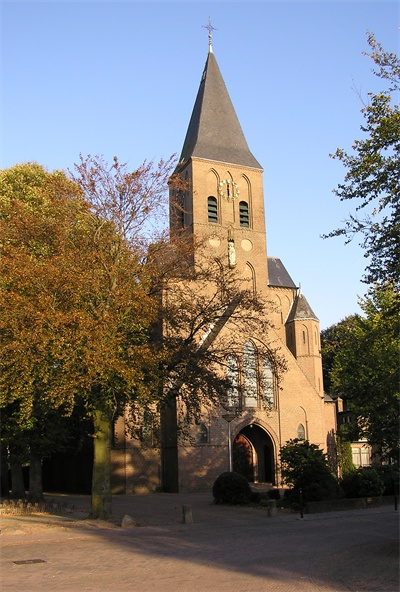
Sint-Josephkerk Hooglanderveen

Hooglanderveen is een dorp in het noordoosten van de gemeente Amersfoort in de Nederlandse provincie Utrecht. In 2023 had het dorp 4.875 inwoners. Gedurende carnaval wordt het dorp aangeduid met de naam 't Turfgat.
Het dorp wordt gekenmerkt door de aanwezigheid van een grote katholieke kerk, de Sint-Josephkerk, naar ontwerp van Wolter te Riele.
Door de bouw van de Amersfoortse wijk Vathorst is Hooglanderveen ingesloten door de stad Amersfoort. Nabij de kern van Hooglanderveen is op 28 mei 2006 station Amersfoort Vathorst geopend.
Door de uitbreiding van de wijk Vathorst heeft Hooglanderveen een vernieuwde infrastructuur, een groter winkelaanbod, een nieuw dorpshuis en een nieuwe accommodatie voor haar voetbal- en tennisclub. De huizen die aan de rand van het dorp gebouwd worden, zullen een dorps uiterlijk hebben.
Hooglanderveen heeft sinds 2003 een dorpsvereniging, genaamd Veenpower, die activiteiten organiseert. De Belangenvereniging Hooglanderveen strijdt voor de belangen van het dorp, zoals de verkeersveiligheid, het groen in en rondom het dorp etc.